# Andrena inconstans
Andrena inconstans (лат.) — редкий вид пчёл из рода Andrena (семейство Andrenidae), под названием Andrena bulgariensis занесённый в Международный Красный список МСОП и в Красную книгу Молдавии.

## Распространение
Болгария, Крым, Кавказ (Грузия), Молдавия, Румыния.

## Описание
Среднего размера пчёлы (от 10 до 15 мм). Грудь и первые два тергита брюшка покрыты многочисленными волосками желтовато-белого цвета. Задние голени с красно-жёлтыми волосками.
Активны с апреля по май. От степей до горных участков на высоте до 1730 м. Самки отмечены на цветах жимолости (Lonicera, Caprifoliaceae). Вид впервые описал в 1877 году русский энтомолог Фердинанд Фердинандович Моравиц. Его синоним Andrena bulgariensis был описан в 1965 году немецким гименоптерологом Клаусом Варнке (Klaus Warncke, 1937—1993; Германия) по типовым материалам, собранным в 1916 и 1917 годах в Болгарии.
Редкий вид в статусе CR по классификации «Красной книги Молдавии».
В 2023 году Andrena bulgariensis был синонимизирован с Andrena inconstans Morawitz, 1877.